# Live Train to Heartbreak Station
Live Train to Heartbreak Station è un album dal vivo del gruppo musicale statunitense Cinderella, pubblicato esclusivamente in Giappone il 19 settembre 1991. 
È stato registrato durante il tour promozionale dell'album Heartbreak Station.

## Tracce
Tutte le canzoni sono state composte da Tom Keifer.
1. The More Things Change – 5:24
2. Somebody Save Me – 3:59
3. Heartbreak Station – 5:02
4. Don't Know What You Got (Till It's Gone) – 5:18
5. Gypsy Road – 12:01
6. Shake Me – 5:39

## Formazione
- Tom Keifer – voce, chitarra ritmica, pianoforte
- Jeff LaBar – chitarra solista
- Eric Brittingham – basso
- Fred Coury – batteria, cori